# Naruto SD: Powerful Shippuden
Naruto SD Powerful Shippuden é um jogo eletrônico de luta desenvolvido pela CyberConnect2, que é baseada no mangá Naruto. Foi lançado pela Namco Bandai Games no dia 29 de Novembro de 2012, para Nintendo 3DS.

## Personagens Confirmados
- Naruto Uzumaki (Kyuubi 9 caudas)
- Sasuke Uchiha (Sharingan susano'o)
- Rock Lee
- Sakura Haruno